# Kwanzaa
Kwanzaa (scritto anche Kwaanza) è una ricorrenza annuale che celebra la cultura afroamericana. Kwanzaa inizia il 26 dicembre e termina il 1º gennaio con la festa chiamata Karamu Ya Imani.
La festa è stata ideata da Maulana Karenga, leader del movimento per i diritti civili degli afroamericani, nel 1966 per riunire la popolazione afroamericana come comunità.